# NGC 4102
NGC 4102 је спирална галаксија у сазвежђу Велики медвед која се налази на NGC листи објеката дубоког неба.
Деклинација објекта је + 52° 42' 39" а ректасцензија 12h 6m 23,3s. Привидна величина (магнитуда) објекта NGC 4102 износи 11,3 а фотографска магнитуда 12,1. Налази се на удаљености од 22,068 милиона парсека од Сунца. NGC 4102 је још познат и под ознакама UGC 7096, MCG 9-20-94, CGCG 269-36, IRAS 12038+5259, PGC 38392.